# Sloup se sochou Panny Marie (Stárkov)
Sloup se sochou Panny Marie se nalézá na náměstí ve Stárkově v okrese Náchod. Barokní sloup z doby kolem roku 1726 je chráněn od 3. 5. 1958 jako kulturní památka ČR. Národní památkový ústav tuto sochu uvádí v katalogu památek pod rejstříkovým číslem ÚSKP 23705/6-1888. Autorem sochy z boháneckého pískovce je zřejmě kamenický mistr Josef Anton Schreyer z Fořtu.

## Popis
Na čelní stěně dříku na hladké středové ploše zrcadla je nápis tesaný humanistickým písmem: Heilige Maria! / Unbefleckten / pfangene Gottes / Mutter bitte fur / uns Sunder jetzt / in den Trubfalen / des Lebens und / einstens in der / Stunde des Todes.
V rozích nad čelním zrcadlem je vtesáno vročení Anno 1726. Na ploše zrcadla na zadní straně je nápis: Errichtet / 1726 / Reimvirt / 1875 / von der / Burgerschaft / und von / Wohlthatern. 
Na podstavci spočívá zeměkoule, kolem které je obtočen had s jablkem u tlamy. Na zeměkouli stojí socha Panny Marie Immaculaty v silně řasnatém rouchu v mírné esovité křivce, s těžištěm na levé noze, pravá noha je vykročena a pokrčená, stojí na hlavě hada. Obě ruce má socha pokrčené a sepjaté k modlitbě ve výši prsou, hlava je mírně nakloněna doprava, sklopena a hledí dolů. Kolem hlavy je svatozář se zlacenými hvězdami.